# Tomas Pettersson (żużlowiec)
Tomas Pettersson (ur. 29 grudnia 1952 w Norrköping) – szwedzki żużlowiec.
Złoty medalista młodzieżowych indywidualnych mistrzostw Szwecji (Eskilstuna 1972). Trzykrotny medalista drużynowych mistrzostw Szwecji: srebrny (1974) oraz dwukrotnie brązowy (1975, 1982). Dwukrotny finalista indywidualnych mistrzostw Szwecji (Göteborg 1973 – XII miejsce, Kumla 1977 – VIII miejsce). Dwukrotny finalista mistrzostw Szwecji par klubowych (1974 – IV miejsce, 1977 – IV miejsce).
Reprezentant Szwecji na arenie międzynarodowej. Wielokrotny uczestnik eliminacji indywidualnych mistrzostw świata (najlepszy wynik: Skien 1973 – VII miejsce w klasyfikacji skandynawskiej).
W lidze szwedzkiej reprezentował barwy klubów: Vargarna Norrköping (1972–1979) oraz Smederna Eskilstuna (1981–1984, 1987–1988), natomiast w brytyjskiej – Bristol Bulldogs (1977) oraz Leicester Lions (1977).